# ナッシュビル・サウンズ
ナッシュビル・サウンズ（Nashville Sounds）は、アメリカ合衆国テネシー州ナッシュビルに本拠地をおくマイナーリーグの野球チーム。MLBのミルウォーキー・ブルワーズ傘下AAA級チームで、インターナショナルリーグに所属している。ナッシュビルが音楽業界と関連があるため「サウンズ」と名付けられた。本拠地球場はかつてサルファー・デル球場だった場所と一部重なり新設されたファースト・テネシー・パークである。1978年から2014年まではハーシェル・グリア・スタジアムを本拠地としていた。リーグ再編により、2021年シーズンはトリプルAイーストの南東地区に変わる。
1978年、AA級として創立され、1985年にAAA級となった。AAA級としてのサウンズはダブルAとしてのサウンズの歴史を凌いだ。これまでメジャーリーグ7球団の二軍を務め、23名の監督、1,000名以上の選手が在籍してきた。2013年のシーズンが終了した時点で計5,157試合を数え、2,651勝2,506敗であった。
1980年、史上優れたマイナーリーグ100球団の1つに選ばれた。2006年、パシフィックコーストリーグ史上最長の試合を記録した。パシフィックコーストリーグの歴史の中で3回の9イニング完全試合のうち2回がサウンズのピッチャーによるものである。
2005年、パシフィックコーストリーグ・チャンピオンシップの決勝3試合でタコマ・レイニアーズと対戦し優勝した。1979年にはシンシナティ・レッズのAA級として、また1982年にはニューヨーク・ヤンキースのAA級としてサザンリーグを制した。

## 歴史
1885年、ナッシュビル・アメリカンズを結成してサザンリーグに加盟し、プロ野球としての歴史が始まった。1887年、ナッシュビル・ブルーズに、1893年、ナッシュビル・タイガースに、1895年、ナッシュビル・セラフスに改名した。1897年、ナッシュビル・センテニアルズに改名してセントラルリーグに加盟、1901年、ナッシュビル・ヴォルズに改名してサザンアソシエーションに加盟した。1963年、サウス・アトランティック・リーグ（現在のサザンリーグ）に加盟し、1963年のシーズンを最後にダブルAのヴォルズは1964年から1977年まで活動を休止し、ナッシュビルには14年間プロ野球チームがなかった。

### レッズ時代1回目 (1978年-1979年)
1978年、サザンリーグ、ダブルAのフランチャイズを展開し、ナッシュビル・サウンズを結成してシンシナティ・レッズと提携した。
ヴァンダービルト大学野球部ヘッドコーチのラリー・シュミトウがナッシュビルのプロ野球チーム復活に尽力し、サウンズの会長およびオーナーの1人となった。シュミトウのビジネス哲学として、チケット売り上げだけでなく関連商品や売店からも利益を上げようとした。この哲学にはエンターテイメント施設としてなど野球場として以外の娯楽施設としてのプロモーションも含まれた。地元紙で球団結成計画を知ったカントリー・ミュージック・スターのコンウェイ・トゥイッティの助力を得て、シュミトウはラリー・ゲイトリン、ジェリー・リードなどプロのアーティストの他、ナッシュビル市民をサウンズの株主とした。
ナッシュビルのダウンタウンの南にあるフォート・ネグリー・パークのセント・クラウド・ヒルのふもとにできた新球場ハーシェル・グリア・スタジアムを本拠地とした。市内に野球チームが復活したことにファンは喜び、観客数はサザンリーグの中で7シーズン1位であった。1980年、総観客数合計575,676名を記録した。チーム名は1950年代後期の、この地域をルーツとするアメリカン・カントリー・ミュージックのサブ・ジャンルであるナッシュビル・サウンドから名付けられた。サウンズのロゴと色合いはアメリカン・バスケットボール・アソシエーション(ABA)のボルチモア・クロウズになる直前のメンフィス・サウンズが1974年の1シーズンのみ使用していたものに似ていた。1976年にABAがNBAと合併した際、いくつかの著作権の放棄に合意したため、ナッシュビル・サウンズがこのロゴを問題なく使用できるようになった。メンフィス・サウンズの赤と白に青が加えられた。1978年から1997年まで使用されたナッシュビル・サウンズのロゴはナッシュビルがカントリー・ミュージック業界と関連していることを表していた。口ひげを生やした野球選手が、カントリー・ミュージックの必需品であるギターをバットに見立ててボールを打っている様子が描かれていた。また、「Sounds」の「S」をト音記号に似せ、市と音楽との繋がりを表現していた。1981年から1984年、シュミトウはアイスホッケーのマイナーリーグのナッシュビル・サウス・スターズを所有しており、ホッケーをテーマにしているがギターを振っている様子はサウンズのロゴと似ており、色合いはナショナルホッケーリーグのミネソタ・ノーススターズと似た緑と金色である。

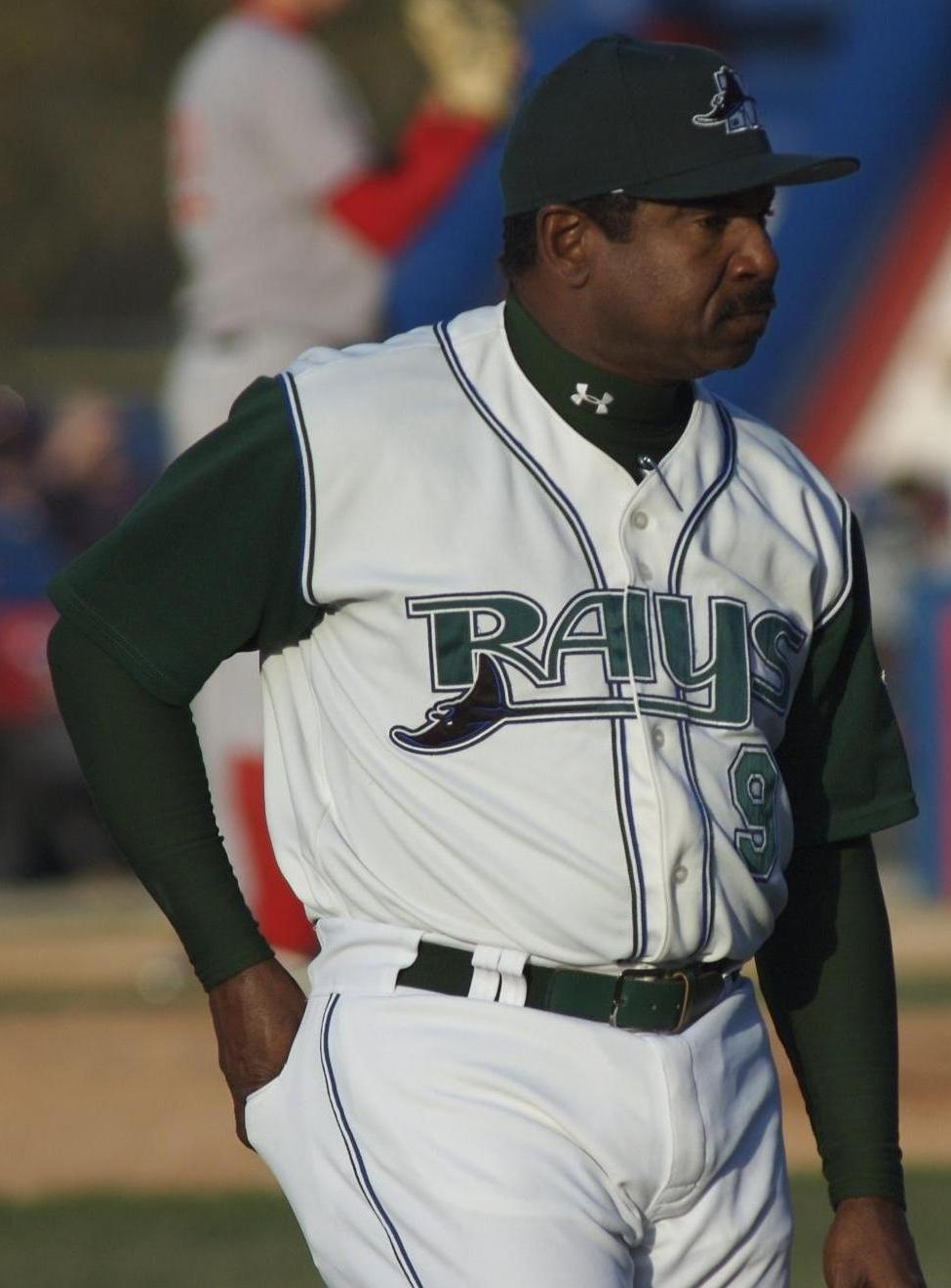
1979年、三塁手のスキーター・バーンズ

1978年4月26日、サウンズの最初のホームゲームが行なわれ、完売の8,156名が見守る中サバンナ・ブレーブスと対戦して12対4で勝利した。当初前日の4月25日に予定されていたのだが、雨により延期されていた。球場完成に時間が必要であったため、球団はチャタヌーガ・ルックアウツと交替し、シーズン開幕戦を遠征先で行なうことを提案した。試合日、トラクターなどの重機がまだ作業を続行し、電気が点灯したのは開門5分前であった。芝生の到着が遅れ、総支配人のファレル・オウエンズが地元ラジオ局で「芝生パーティ」を行なうと語り、ファン推定50名の助けを得て試合予定前日に芝を貼った。レッズのダブルAとしての1年目である1978年、サウンズは第9位となったが、380,000名を集客して全てのマイナーリーグ野球の中でも首位となった。
翌1979年、ジョージ・シャーガー監督のもと、サウンズの開幕試合は散々なものであったが5月と6月には31試合中20試合勝利した。シーズン前半は首位であったが、その後ライバルである州内のメンフィス・チックスに次いで第2位となった。最終日、サウンズとチックスはダブルヘッダーで再び対戦し、2回ともサウンズが勝利した。2チームはその後ウエスタン・ディヴィジョン決勝戦3試合で再度試合することとなった。サウンズは2対1で優勝し、サザンリーグ決勝戦に進出してコロンバス・アストロズと対戦した。3対1でアストロズを征し、ナッシュビルが復帰後初のリーグ優勝を達成した。1979年、チームはサザンリーグ・オールスター・ゲームを主催した。リーグの選抜選手とメジャー・リーグのアトランタ・ブレーブスと対戦し、5対2でオールスターが勝利した。ナッシュビルのデュアン・ウォーカーがMVPとなった。
元々、レッズはナッシュビルに指名打者をラインナップに使用することを認めていた。しかしレッズが、指名打者を使用しないナショナルリーグに加盟したため、これを取り消した。ラリー・シュミトウ会長は最後通告として、もしシンシナティが指名打者の使用を認めないのであればサウンズは契約更新せず、新たなメジャーリーグ・チームを探すと通達した。レッズは指名打者禁止を破棄しなかったため、1979年のシーズン後に提携を解消して新たな提携先を探すことになった。シュミトウはその後5〜6球団と接触した。

### ヤンキース時代 (1980年–1984年)
1980年、サウンズは初めて提携先を代え、ニューヨーク・ヤンキースと提携を開始した。1980年から1984年、監督のスタンプ・メリルとジョニー・オーツおよびほとんどが未来のメジャーリーガーとなるスティーブ・バルボニ、ドン・マッティングリー、バック・ショーウォルター、オーティス・ニクソン、ウィリー・マギー、パット・タブラー、ダン・パスクァがナッシュビルをディヴィジョンの優勝または準優勝に導いた。
1980年のシーズン前半、サウンズは1.5試合差でメンフィス・チックスに負けていた。後半は準優勝チームに14試合差をつけて優勝した。ウエスタン・ディヴィジョン決勝戦でナッシュビルは3対1でメンフィスに負けた。サザンリーグの9部門の記録がこのシーズンで塗り替えられ、投手陣は防御率、三振でリードし、スティーヴ・バルボニは得点、ホームラン、塁打でリードしていた。またグリア・スタジアムに計575,676名が訪れ、リーグの集客数の記録も塗り替えた。2007年現在、この記録は破られていない。2001年、1980年のサウンズは野球史上69番目に最高のマイナーリーグ・チームに選ばれた。

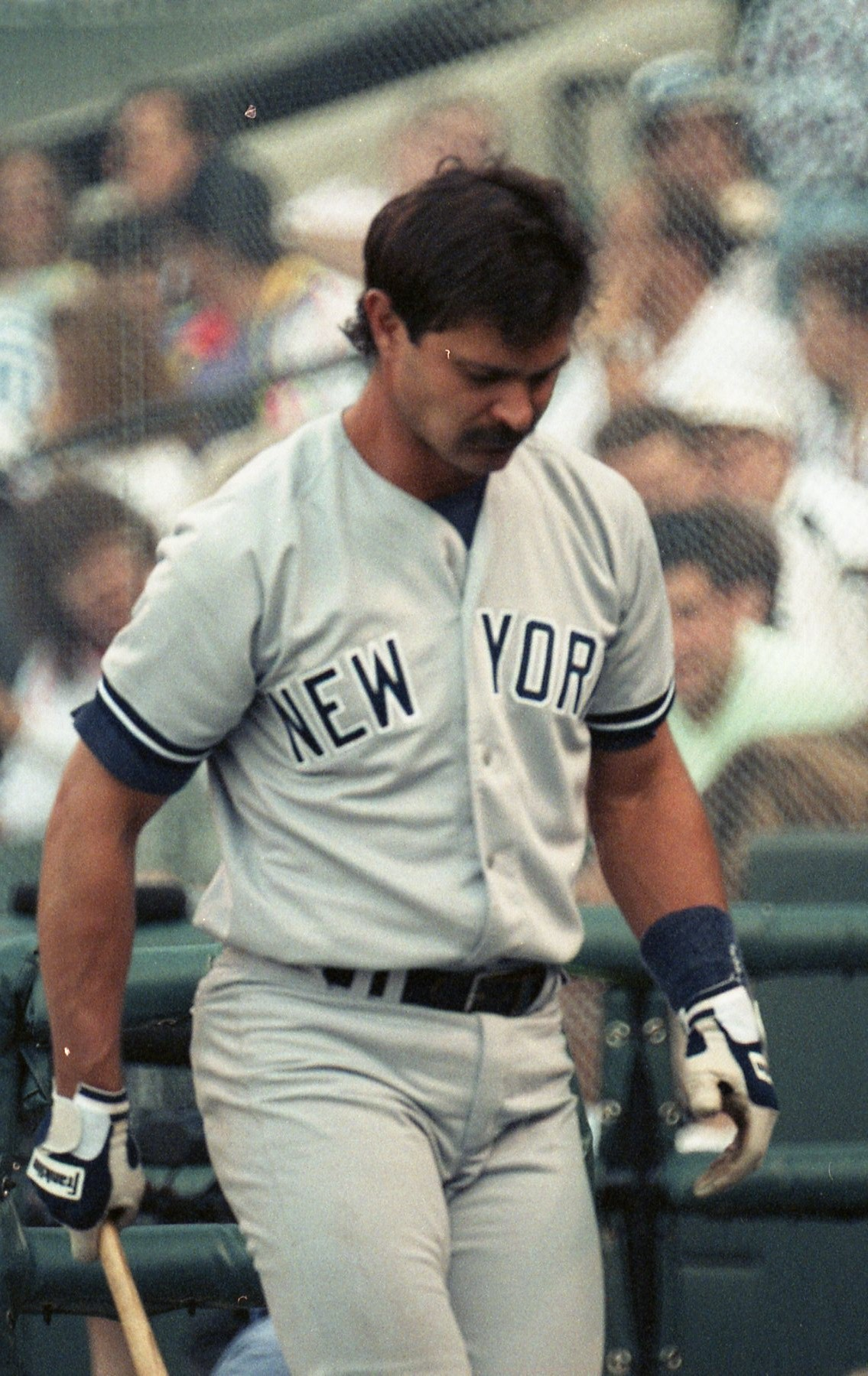
1981年、1塁手、外野手のドン・マッティングリー

1981年4月16日、ニューヨーク・ヤンキースはエキシビション・ゲームでサウンズと対戦するためナッシュビルにやってきた。満員の17,318名が見守る中、10対1でヤンキースが勝利した。ヤンキースのオーナーのジョージ・スタインブレナー、コーチのヨギ・ベラの他、選手のレジー・ジャクソン、バッキー・デント、ルー・ピネラ、ボビー・マーサー、リッチ・ゴセージ、トミー・ジョン、ジョニー・オーツが出場した。シーズン後半、メンフィス・チックスに3連勝してサウンズはウエスタン・ディヴィジョン決勝戦に進んだ。しかし5戦のリーグ決勝戦で3対1でオーランド・ツインズに負けた。1981年にサウンズに所属していたドン・マッティングリーとウィリー・マギーは後にメジャーリーグに昇格した。1985年、マッティングリーはアメリカンリーグの、マギーはナショナルリーグの最優秀選手に選ばれた。
1982年、後半に優勝したナッシュビルはディヴィジョン・プレイオフでノックスビル・ブルージェイズと対戦した。ブルージェイズを征した後、サウンズはリーグ決勝戦に進出し、ジャクソンビル・サンズと対戦した。ナッシュビルは3対1でサンズを下し、サザンリーグ決勝戦に進出し、2度目のリーグ優勝となった。
1983年4月28日、ニューヨーク・ヤンキースはエキシビション試合で再度サウンズと対戦した。ニューヨークが4得点で9回裏までリードしていたが、2アウト5得点、13,641名が見守る中、5対4でサウンズが勝利した。ヤンキースの出場者はビリー・マーチン、ヨギ・ベラ、リッチ・ゴセージ、ケン・グリフィー・シニア、デーブ・ウィンフィールド、ルー・ピネラ、ウィリー・ランドルフ。シーズン中、監督のダグ・ホムクイストは前半の成績に失望し、選手に反則や失態に対し罰金を科した。打者を塁に出した投手への10ドルから、最大延長時間を過ぎた場合の100ドルまで幅広かった。 奮起したナッシュビルは後半優勝し、ウエスタン・ディヴィジョン決勝戦に進出した。しかしサウンズは最終5戦目に7対5でバーミングハム・バロンズに負け、このシーズンは終了した。6月21日、フロリダ州オーランドへの遠征中、エリック・ピーターソンおよびチームメイトのスコット・ブラッドリー、マイク・パグリアルーロ、バック・ショーウォルターが徒歩でホテルに帰った際、ピーターソンが車にはねられた。ピーターソンの体が震え始め、ブラッドリーはピーターソンの喉に指を突っ込んで舌を飲み込まないようにさせた。ピーターソンの意識は戻ったが、足の打撲、頭部の複数の傷などにより、シーズンの後半になってから復帰した。1983年、サザンリーグ・オールスター・ゲームが再度ナッシュビルで開催された。サウンズがこのイベントを主催しただけでなく、オールスター・チームのコンペも行なった。オールスターは3対2で勝利した。
1984年のシーズン前半、1試合差で2位であった。ダブルAとしての7年間、なぜか前半は1位になれなかった。シーズン後半、プレイオフでノックスビルを征した後、6シーズン連続でナッシュビルは優勝した。ディヴィジョンのプレイオフで再度ノックスビルと対戦したが、ノックスビルが勝利を収めてシーズンは終わった。1984年5月4日、ダブルヘッダーの2試合目の7回でコロンバス・アストロズと対戦し、ピッチャーのジム・デシェイズがチームで初めてノーヒットを達成した。フォアボール3回とデッドボールによりアストロズは1点獲得したが、5対1でサウンズが勝利し、完全試合に近かった。

### タイガース時代 (1985年–1986年)

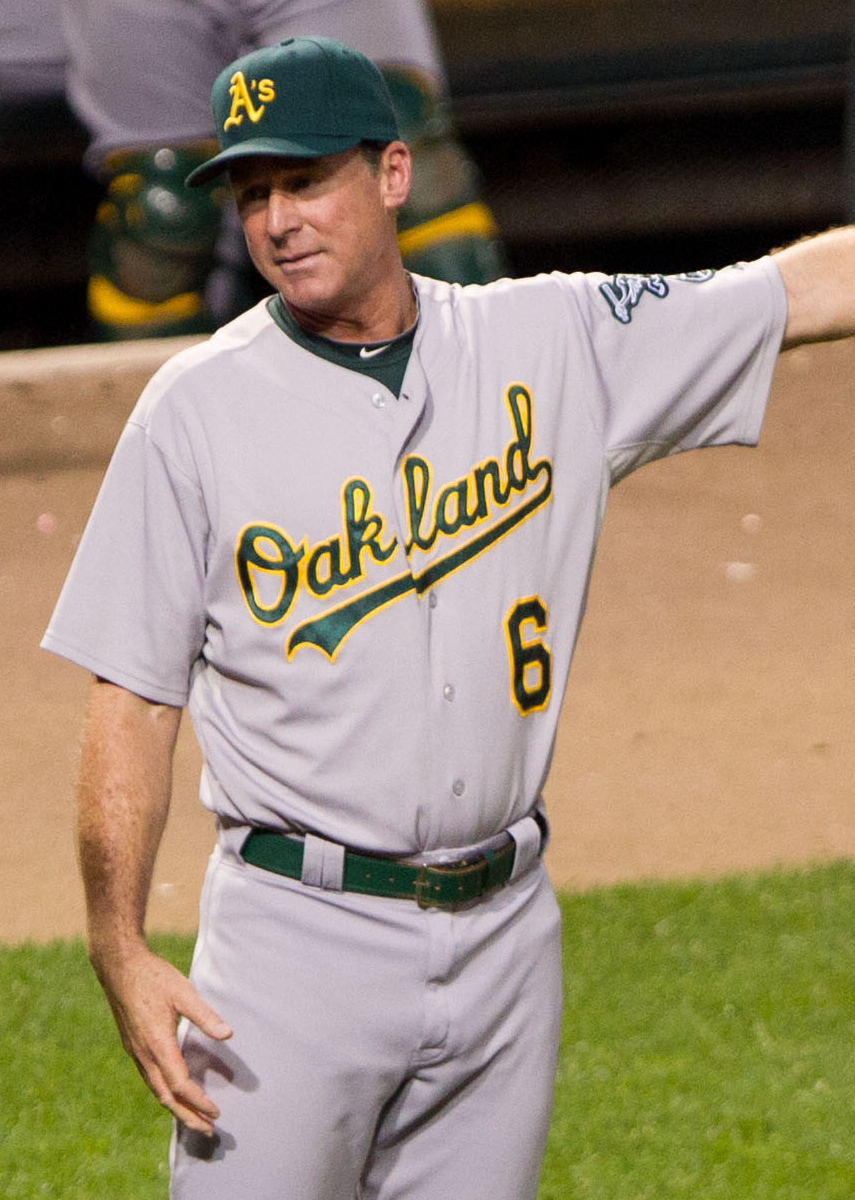
1985年、捕手、外野手のボブ・メルビン

1983年、サウンズ会長ラリー・シュミトウはシーズンチケットの売り上げが5%減少し、シーズンチケット所有者の来場割合も大幅に減少し、年々業績が落ちていることに気付き頭を悩ませていた。観客減少の問題は、遠征試合を中心に地元メディアに取り上げられるのが少なくなったことが原因の1つと考えられた。球団への注目を集めるために1983年のシーズン後半、トリプルAへの参入を計画するも失敗した。1984年にも観客の減少は進み、シーズンチケットの売り上げは12%も下がり、観客総数は約20%も下がった。
1984年6月、シュミトウとチーム・オーナーはトリプルAアメリカン・アソシエーション所属のエヴァンズヴィル・トリプレッツを買収し、1985年のシーズン前、インディアナ州エヴァンズヴィルからナッシュビルへ移転させた。買収が経済的に可能であることを市内のいくつかの取引銀行に証明するため、シュミトウはトリプルAとダブルAのどちらが優位か査定調査を委託した。調査を通し、移転が賢明な決定であることが証明されたが銀行は賛成しなかった。そのため球団は銀行を代え、買収と移転を実現させた。以前のダブルAチームのサウンズが所属するサザンリーグのフランチャイズはアラバマ州ハンツビルに移転し、ハンツビル・スターズとして再スタートした。トリプレッツはナッシュビルに移転し、ダブルAとしてのナッシュビル・サウンズの歴史は終わり、トリプルAとしてのナッシュビル・サウンズの歴史が始まった。
1985年、サウンズはデトロイト・タイガースと提携してトリプルAとしての活動を始めた。7月17日、オクラホマシティ・89ersと対戦して6対0で勝利し、ブライアン・ケリーが2人目のノーヒット投手となった。イースタン・ディヴィジョンで2.5試合差で準優勝した。
1986年、68勝74敗でディヴィジョン3位となり、1978年の開業以降初めてシーズンを逃した。またこのシーズン、サウンズはアラバマ州ハンツビルで開催されたサザンリーグ・オールスター・ゲームに出場し、4対2でナッシュビルが勝利した。

### レッズ時代2回目 (1987年–1992年)
1987年、サウンズはトリプルAとして再びシンシナティ・レッズと提携した。そのため多くのマイナーリーグの選手がレッズの組織であり違う階級のナッシュビルの球団で試合した。1987年のシーズンでは上位に位置していたが、シーズン半ばに主力選手を何名か失いスランプに陥り、64勝76敗で最下位となった。怪我により棄権していた三塁手のクリス・セイボーはシンシナティに昇格し、1988年、サウンズ史上初めてナショナルリーグのルーキー・オブ・ザ・イヤーに選ばれた。

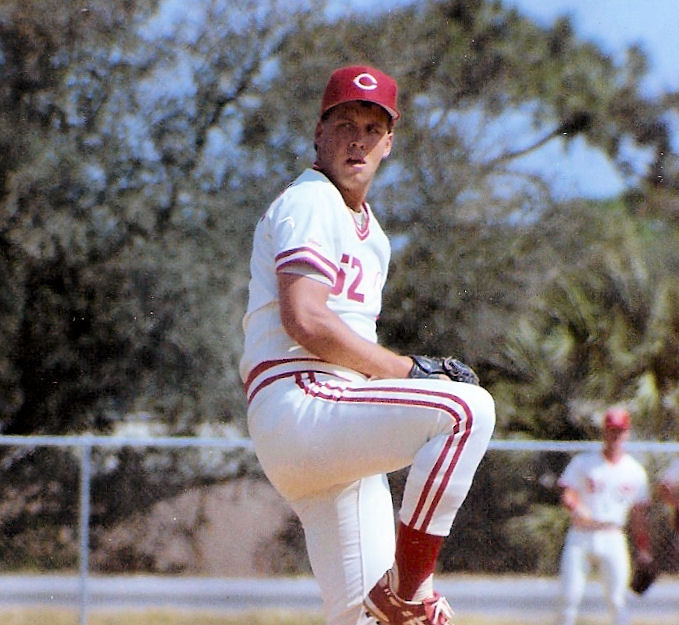
1988年から1989年、先発投手のクリス・ハマンド

1988年、サウンズは最下位となり、シーズン終盤に多くの経営陣が交替した。1988年7月から8月の2週間で監督が5人代わった。ジャック・リンド監督でシーズン開幕したが、健康問題により離脱した。ピッチングコーチのウェイン・ガーランドが暫定的に監督を務め、その後1979年にサザンリーグ決勝戦に導いた元監督のジョージ・シャーガーが就任した。1試合で退任し、ジム・ホフが就任したが、レッズとの事務手続きを済ます前に数日で退任した。ついにテキサス・レンジャーズの元監督フランク・ルッケージが残りのシーズンのサウンズの監督を務めることとなった。ルッケージはシーズン終盤の39試合で監督し、最終的に73勝69敗となった。イースト・ディヴィジョンで2位となり、プレイオフを外れた。
1988年8月6日と7日、インディアナポリス・インディアンスと対戦し、それぞれの試合でノーヒットを分け合った。まずはインディアナポリスのランディ・ジョンソンとパット・パシロが共にノーヒットとなったが、1対0でナッシュビルが勝利した。翌日、ナッシュビルのジャック・アームストロングがノーヒットとなり、4対0でナッシュビルが勝利した。これがサウンズ史上3番目のノーヒットとなった。
1989年、74勝72敗で3位となり、1990年、86勝61敗となり、アメリカン・アソシエーション加盟後最高の勝率となった。レギュラー・シーズンでバッファロー・バイソンズと引き分け、イースト・ディヴィジョン決勝戦でサウンズが勝利した。延長18回表、クリス・ジョーンズのツーラン・ホームランで幕を閉じた。アメリカン・アソシエーション決勝戦に初進出し、オマハ・ロイヤルズと対戦して3対2で敗退した。この年、グリア・スタジアムの集客数が計605,122名となり、記録を更新した。
1991年、サウンズは1位で開幕したが、それは10日間しかもたなかった。5月1日までに球団はイースタン・ディヴィジョンで3位まで落ち、シーズン終わりまでこのままであった。ナッシュビルは毎月勝率を落とし、優勝者のバッファロー・バイソンズとは16試合差であった。ヒット、打点、得点、ホームランに導いた一塁手のテリー・リーはシーズン半ばにトリプルAオールスター・ゲームとリーグのポストシーズンのオールスター・チームに選ばれた。翌年、レッズとの提携が最後になった。67勝77敗で4位となった。

### ホワイトソックス時代 (1993年–1997年)

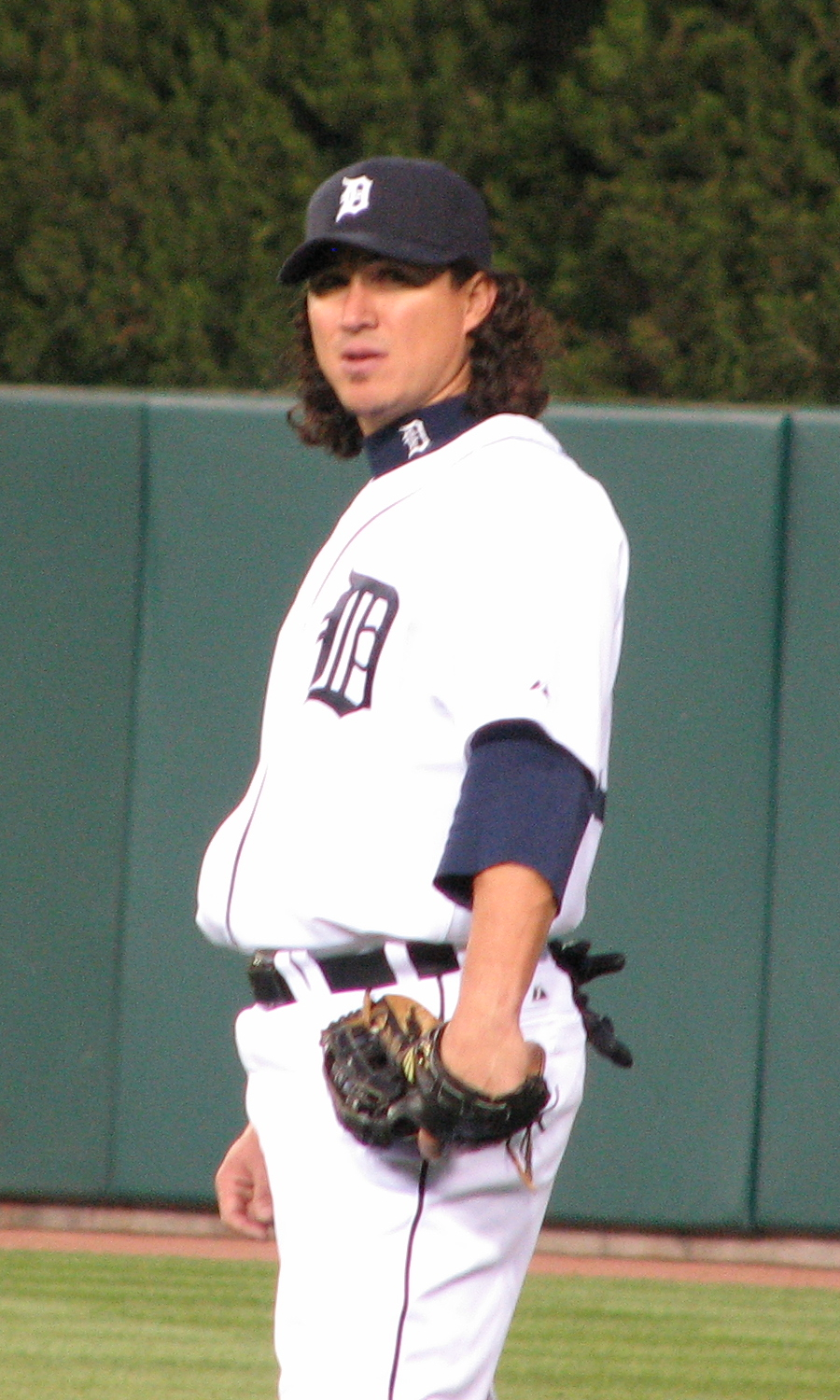
1997年、外野手のマグリオ・オルドニェス

1993年、ナッシュビルは再度提携先を代え、シカゴ・ホワイトソックスと提携してトップ・ファームとなった。また1993年のシーズンからグリア・スタジアムに特徴的なギター型のスコアボードを導入した。ホワイトソックスとの初年度、サウンズは81勝62敗でイースト・ディヴィジョンで優勝した。リーグ決勝戦では延長戦になり、アイオワ・カブスがサウンズに勝った。ナッシュビルのリック・レニックがアメリカン・アソシエーションの年間監督賞に選ばれた。
1993年から1994年のシーズン中、サウンズは本拠地のなかったシャーロット・ナイツとして知られていたダブルAサザンリーグのナッシュビル・エクスプレスに本拠地・ハーシェル・グリア・スタジアムを2年間提供した。シャーロットがトリプルAのフランチャイズとして契約することとなり、ダブルAの球団は本拠地を失ったのである。サウンズのオーナーのラリー・シュミトウは臨時の本拠地としてグリア・スタジアムの提供を申し出た。サウンズとエクスプレスの2球団が1つの球場を使用することとなったため、エクスプレスはサウンズが遠征中にホームゲームを行なった。『ベースボール・アメリカ』誌は、ナッシュビルが2球団の本拠地となったことを「マイナーリーグ野球の10大ハプニング」の第1位に選んだ。1995年、エクスプレスはノースカロライナ州ウィルミントンに本拠地を構え、ポートシティ・ルースターズと改名した。
1994年、サウンズは83勝61敗となった。またリーグ決勝戦に2年連続で出場した。1年目、ナッシュビルはニューオーリンズ・ゼファーズに3連勝し、リーグ決勝戦に出場した。5戦のシリーズでインディアナポリス・インディアンズが3勝し、ナッシュビルに勝った。1994年のシーズン半ばにナッシュビルはトリプルAオールスター・ゲームを主催した。サウンズの選手ではレイ・ダーラム、ドリュー・デンソン、スコット・ラフコーンが選ばれたが、ラフコーンが故障者リスト載ったため、スティーブ・シュレンクに交替した。ダーラムはStars of Stars を獲得し、アメリカン・アソシエーションのオールスター出場選手で最も価値のある選手であったことが証明された。
1995年、サウンズは68勝76敗で、優勝チームとは20試合差がついた。元々1994年にホワイトソックスのダブルAバーミングハム・バロンズに所属していたマイケル・ジョーダンは1995年のシーズンにフリーエージェントでサウンズと契約した。しかしMLBストライキが起こり、代替選手になったりスト破りのレッテルを貼られることを避けて野球選手をやめた。
1996年、前年より勝率を上げ、77勝67敗となった。そこそこ良い勝率にもかかわらず、ナッシュビルはプレイオフの出場権を確保することができなかった。リック・レニック監督はリーグの年間監督賞を受賞し、ピッチャーのスコット・ラフコーンは13勝でリーグ首位となった。ラリー・シュミトウはこのシーズンを最後に主要株主でなくなった。シュミトウが野球では収益が上げられないと感じていた頃、ナッシュビルはNFLのフランチャイズとしてテネシー・タイタンズを迎える準備をしていた。1996年オフ、シュミトウはNFLのテネシー・タイタンズの買収に成功し、アメリスポーツのアラン・ゴードン社長にチーム全権を売却した。翌年、ナッシュビルは74勝68敗となり、シーズン優勝できなかっただけでなくポストシーズンからも外れた。シーズン中およびシーズン後のオールスター・チームに外野手マグリオ・オルドニェスが選ばれ、リーグの年間ルーキー賞およびMVPを受賞した。

### パイレーツ時代 (1998年–2004年)

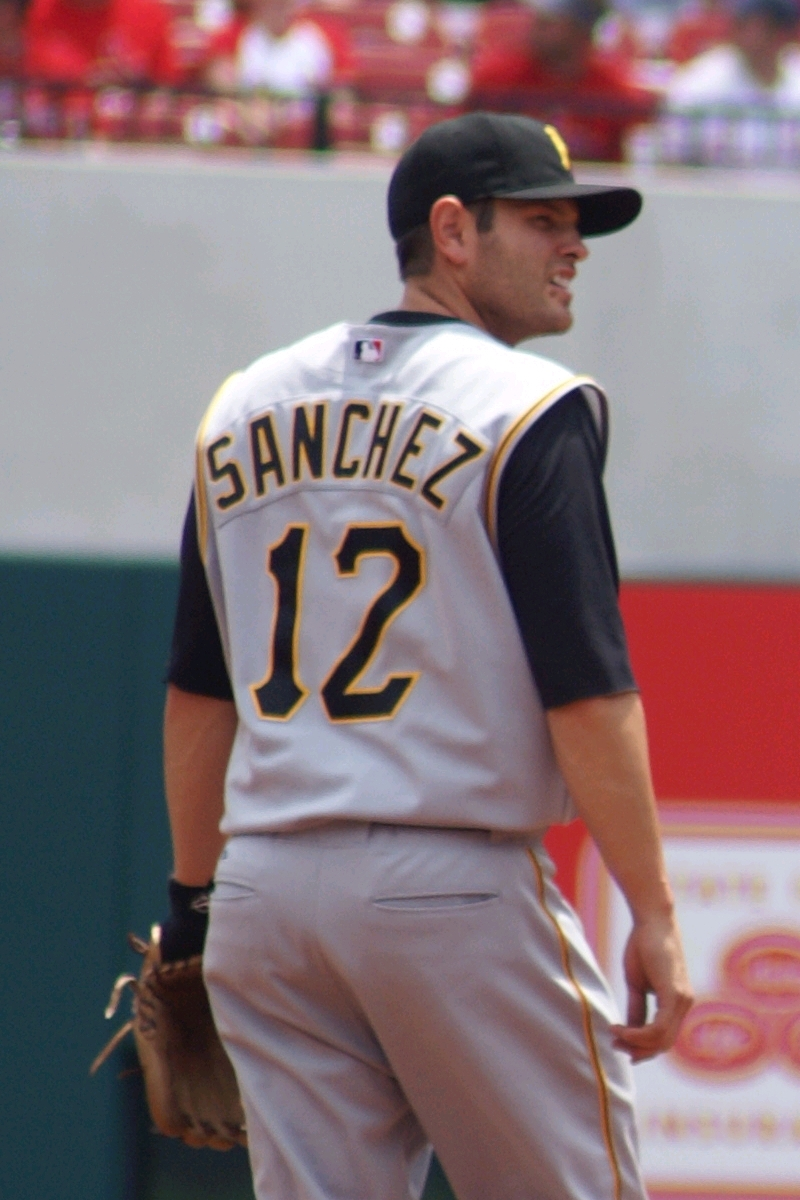
2003年、2004年、二塁手、遊撃手のフレディ・サンチェス

1997年、サウンズが所属していたアメリカン・アソシエーションが解散し、この期間、サウンズは残りのトリプルA2リーグのうち1つに吸収された。この結果、サウンズはパシフィックコーストリーグ(PCL)に加盟した。またフランチャイズは新たなメジャーリーグ球団との提携を獲得し、ピッツバーグ・パイレーツと提携しトップ・ファームとなった。1978年の設立以来初めてロゴ、配色、ユニフォームを2年かけて段階的に新調した。
1998年、パイレーツと提携して最初のシーズンでサウンズは67勝76敗で地区最下位であった。1999年、前年より躍進し、80勝60敗となったが2位で終わった。サウンズの二塁手マット・ハワードは打席数(1:18.2)ごとの守備率 (0.982)と三振回数の少なさでリーグをリードしていた。ピッチャーのジミー・アンダーソンは勝率 (0.846, 11–2)でPCLをリードしていた。
2000年、ナッシュビルは63勝79敗となり地区で最下位であった。2001年、オールスターにも選ばれたことのある元サウンズの内野手マーティ・ブラウンが25人目の監督としてサウンズに復帰した。元サウンズ選手のサウンズ監督就任はこれが初めてのことであった。サウンズは64勝77敗で3位となり、プレーオフから外れた。外野手タイク・レッドマンは三塁打10回でアイオワのロス・グロードと共にリーグ首位となった。6月30日、レッドマンはサウンズ初のサイクル安打打者となった。2002年、72勝71敗でディヴィジョン3位となった。
2003年4月7日のシーズン初試合でアルバカーキ・アイソトープスと対戦した際、右投げのジョン・ワズディンがナッシュビル・サウンズ史上初の完全試合投手となった。4対0でサウンズが勝利し、PCL史上2番目の9イニング完全試合となった。この年、トレント・ジェウェット監督はサウンズを81勝62敗に導いた。イースタン・ディビジョンで優勝し、パシフィックコーストリーグに加盟後初めてポスト・シーズンに出場することになった。ナッシュビルはアメリカン・カンファレンス決勝戦でアルバカーキと対戦し、3勝1敗で勝利した。ベスト・オブ・ファイブ・チャンピオンシップでサクラメント・リバーキャッツと対戦し、3連敗した。
2004年、63勝79敗で地区最下位となり、フランチャイズ契約が終わることになった。シーズン初頭、 ジェイソン・ベイがピッツバーグに復帰する前にナッシュビルで4試合出場した。翌シーズン、彼は新人王に選ばれた。ナッシュビルに属したことのある選手でこのような賞を受賞したのはこれで2人となった。2004年5月21日、キャッチャーのJ・R・ハウスは2001年のレッドマンに続きサウンズ2人目のサイクル安打打者となった。

### ブルワーズ時代 (2005年–2014年)
2005年、6ヶ所目の提携先としてミルウォーキー・ブルワーズと契約した。ナッシュビルとミルウォーキーの特別な繋がりはないのだが、2005年から2014年、ミルウォーキー・ブルワーズの傘下にナッシュビル・サウンズが入っていた時期に重なり、ナショナルホッケーリーグのナッシュビル・プレデターズの傘下にミルウォーキー・アドミラルズが入っている。ブルワーズと提携した2005年、サウンズは1982年以来初めてリーグ優勝し、幸先の良いスタートとなった。フランク・クレンブラズ監督のもと、リッキー・ウィークス、プリンス・フィルダー、ネルソン・クルーズ、コーリー・ハートなど将来有望な選手が集まり、シーズン終了まで2日を残してアメリカン・ノース・ディヴィジョンで優勝した。カンファレンス戦でオクラホマ・レッドホークス相手に3試合中2勝した。タコマ・レイニアーズ相手に3連勝してリーグ優勝した。
2006年7月15日、サウンズのピッチャーであるカルロス・ビヤヌエバ、マイク・マイヤーズ、アレック・ザンウォルトはチーム史上5度目のノーヒットで2対0でメンフィス・レッドバーズに勝利した。5月5日から6日にかけて、ニューオーリンズ・ゼファーズ相手に2日がかりで8時間7分かけて24回まで戦った。この記録はパシフィックコーストリーグ史上最長となり、いくつかのチームやリーグの記録はこれにより破られた。元々の記録は1909年6月8日、サンフランシスコ・シールズ対オークランド・オークスの試合の24回、3時間半であった。それから数年後の1911年9月10日、サクラメント・ソロンズ対ポートランド・ビーバーズはこれと同じ記録となった。サウンズは76勝68敗でシーズンを終え、アメリカン・ノース・ディヴィジョンにおいてアイオワ・カブスと同じ記録で第1位であった。サウンズはディヴィジョン決勝戦でカブスと対戦して9戦中7勝して優勝し、ポスト・シーズンに入った。カンファレンス決勝戦でサウンズはラウンドロック・エクスプレスに3戦中2敗で敗れた。

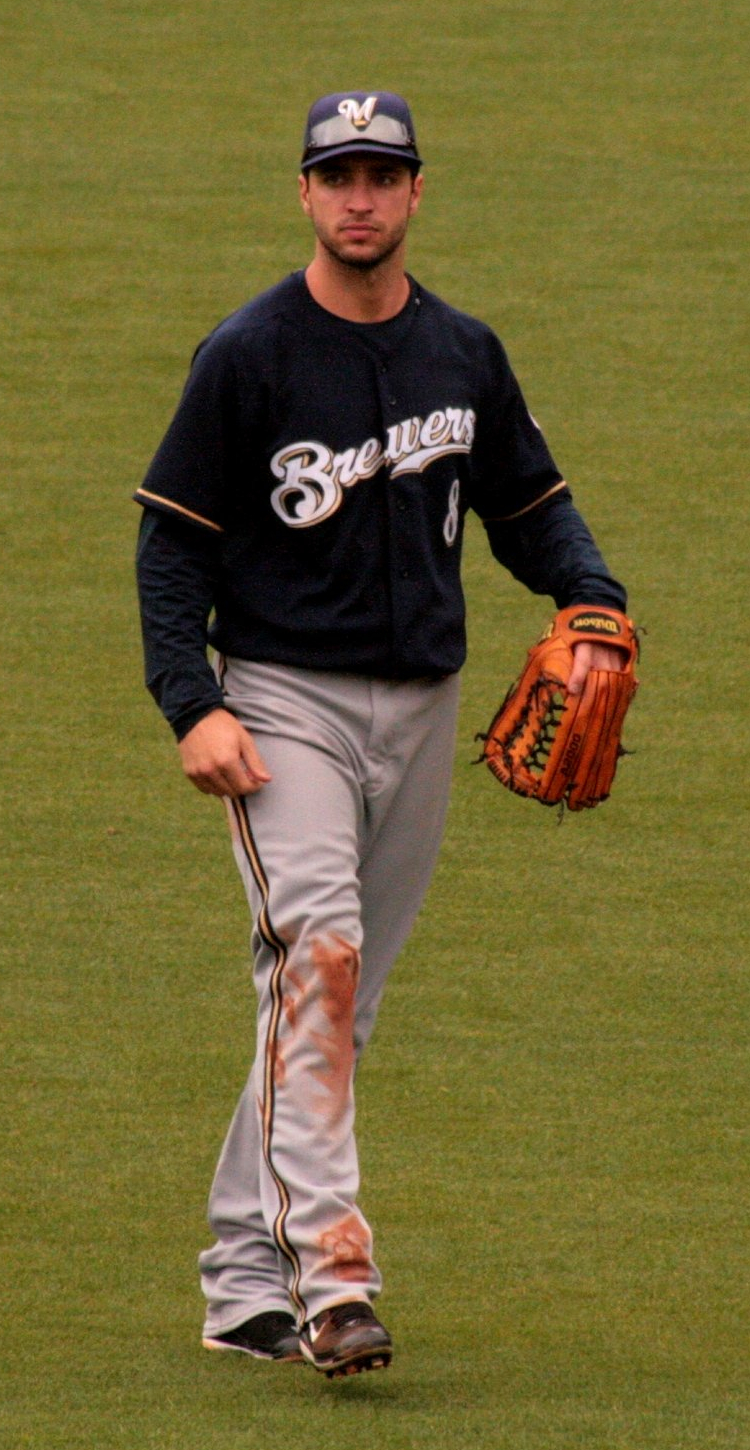
2007年、ライアン・ブラウン三塁手

2007年、ブルワーズのヨバニ・ガヤルド、ライアン・ブラウンが参加した。5月25日にメジャー・デビューしたブラウンは、サウンズ史上3人目のルーキー・オブ・ザ・イヤーに選ばれた。6月25日、マニー・パーラはラウンドロック・エクスプレス戦でサウンズ史上2度目の完全試合をもたらし、パシフィックコーストリーグ史上3度目の9回完全試合となった。パシフィックコーストリーグ年間監督賞を受賞したクレンブラズ率いるサウンズはアメリカン・ノース・ディヴィジョンで3年連続優勝し、89勝55敗でチーム最高の勝率0.618でシーズン終了した。カンファレンス決勝戦でニューオーリンズ・ゼファーズに1勝3敗で負けた。
2008年6月14日、アメリカ合衆国中西部で起こった大洪水により、サウンズ対アイオワ・カブズの試合は観客なしで行われた。アイオワ州デモインのダウンタウン中が強制的に避難させられ、球団は市から許可を得て試合が行われたが、プリンシパル・パークに観客を入れることに許可は得られなかった。ファンを近寄らせないために照明もスコアボードも作動させず、球団ウエブサイトでも延期と伝えただけでローカルニュースでも試合を取り上げなかった。パシフィックコーストリーグの理事ブランチ・バレット・リッキーはこれまでなかったことだと語った。8月、ニューオーリンズ・ゼファーズ戦とのシーズン残り3試合がハリケーン・グスタフにより中止になった。この年の59勝81敗、勝率0.421はサウンズ史上2番目に低いものとなった。
2008年10月30日、親会社のアメリスポーツはチームを本澤正裕、スティーブ・ポズナー、フランク・ウォードらによるニューヨークの投資ファンドMFPベースボールに売却した。パシフィックコーストリーグ経営副部長のジョージ・キングは売却において球団をナッシュビルに留めておくことがリークにとっての最大条件であったと語った。2009年2月26日、メジャーリーグ、パシフィックコーストリーグ双方からこの取引の最終合意を得た。MFPは新球場の場所をダウンタウンで探しつつ、グリア・スタジアムの大幅な改装のため約250万ドルを投資した。のちにキングはサウンズの新たな総支配人となった。
2009年、日本でもプレー経験がある元メジャー選手ドン・マネーが監督に就任し、75勝69敗となった。前年より勝率も高く、シーズンのほとんどで第1位だったにもかかわらず、2試合差で州内のライバルであるメンフィス・レッドバーズに敗し優勝を逃した。2010年度は77勝67敗であったがディヴィジョン最下位の第4位であった。
2011年、当時ブルワーズの選手であった斎藤隆が左太もも裏を痛め、調整のためサウンズで登板した。4月28日に調整登板した際左脇腹を痛めて降板した。6月23日、再度登板し、7月2日、メジャーに復帰した。2011年7月10日、サウンズの右翼手のケイレブ・ギンドルはサウンズ史上3人目のサイクルヒットを達成した。8月20日、オマハ・ストームチェイサーズ戦でサウンズの中堅手のローガン・シェーファーはトリプル・プレイを達成し、全米のメディアの注目を集めた。最初シェーファーのグローヴから跳ね返ったがなんとか最初のアウトを取った。その後二塁手のエリック・ファリス、一塁手マット・ギャメルに次々とボールが渡りトリプル・プレイとなった。71勝73敗でディビジョン3位となった。
2012年、新監督マイク・ゲレーロのもと、67勝77敗でディビジョン2位となった。2013年、57勝87敗で2008年の59勝81敗のさらに下をいき、サウンズ史上最低の勝率となった。しかしピッチャーのジョニー・ヘルウェグはパシフィックコーストリーグの年間投手賞を受賞し、ポスト・シーズンでパシフィックコーストリーグのオールスター・チームに参加した。
2014年、パシフィックコーストリーグの再編計画により、サウンズはアメリカン・カンファレンスの北ディヴィジョンから南ディヴィジョンに移籍した。このディビジョンには他にメンフィス・レッドバーズ、ニューオーリンズ・ゼファーズ、ラウンドロック・エクスプレスがいる。2014年、マイナー・リーグのベテラン監督リック・スウィートが新監督となった。オフシーズン中、サウンズ、ナッシュビル市、テネシー州はグリア・スタジアムに代わり、2015年完成の新球場設立に合意した。
2014年8月27日、グリア・スタジアムでの最終試合を行ない、サクラメント・リバーキャッツに8対5で負けた。捕手のルーカス・メイは彼にとってこの試合唯一の登板で、フルカウントで空振り三振で試合終了した。観客数は11,067名で2010年以来の完売、2007年以来最大の観客数であった。76勝67敗でディヴィジョン第2位で優勝チームのメンフィス・レッドバーズとは2.5試合差であった。当時ブルワーズの有望選手であったジミー・ネルソンはサウンズで開幕を迎え、満場一致まであと1票でパシフィックコーストリーグの投手賞を受賞した。

### アスレチックス時代 (2015年-2018年)
2014年9月18日にオークランド・アスレチックスと2015年から2018年までの4年契約を結んだ。これを機にシーズン前にイメージ・カラー、ロゴ、ユニフォームを一新した。イメージ・カラーは当初ブロードウエイ・バーント・オレンジ、サンバースト・タン、ネオン・オレンジ、キャッシュ・ブラックが採用されたが、ファンからの意見を参考にして以前と同じ赤と黒に戻し、アクセントとしてプラチナ・シルバーを追加した。数種類あるロゴにはナッシュビルの「ミュージック・シティ」というニックネームに因み、ギター、ギターのピックや音孔などが使用されている。

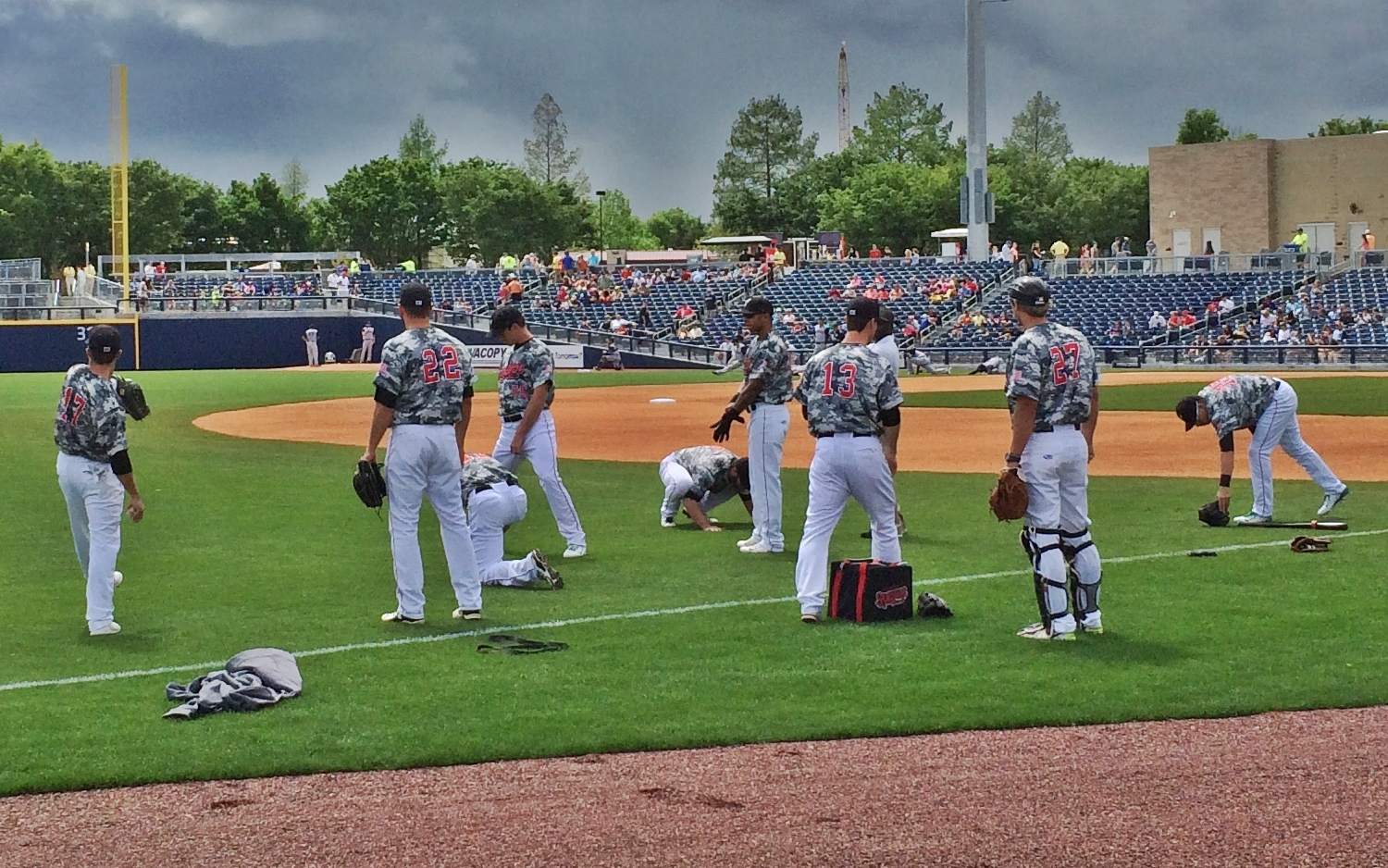
ファースト・テネシー・パークでウォーミング・アップをするサウンズの選手

2015年のシーズンはダウンタウンに新設されたファースト・テネシー・パークで開幕し、コロラドスプリングス・スカイソックスとの試合で完売の10,459名の観客の前で10回3対2でサウンズが勝利した。始球式ではカール・ディーン市長が投球した。ナッシュビルを舞台にした連続ドラマ『ナッシュビル』主演のチャールズ・エステンが開場前のテープカットで『私を野球に連れてって』を、試合前には国歌『星条旗』を歌った。
2015年5月7日、シカゴ・カブスの和田毅が左太ももの張りのため傘下のアイオワ・カブスの選手としてファースト・テネシー・パークでサウンズとの対戦で先発し、14日、カブス本拠地のアイオワ州デモインで再度サウンズと対戦した。5月9日および11日、テキサス・レンジャーズの藤川球児が右脚付け根付近の張りのため傘下のラウンドロック・エクスプレスの選手としてファースト・テネシー・パークでサウンズと対戦した。

### レンジャーズ時代 (2019年-現在)
2018年9月20日にレンジャーズと2019年から2022年までの4年契約を結んだ。

## 過去5年間の試合結果
| ナッシュビル・サウンズの過去5年間の試合結果 | ナッシュビル・サウンズの過去5年間の試合結果 | ナッシュビル・サウンズの過去5年間の試合結果 | ナッシュビル・サウンズの過去5年間の試合結果 | ナッシュビル・サウンズの過去5年間の試合結果 | ナッシュビル・サウンズの過去5年間の試合結果 | ナッシュビル・サウンズの過去5年間の試合結果 | ナッシュビル・サウンズの過去5年間の試合結果 | ナッシュビル・サウンズの過去5年間の試合結果 |
| 年                                          | レギュラー・シーズン                        | レギュラー・シーズン                        | レギュラー・シーズン                        | レギュラー・シーズン                        | レギュラー・シーズン                        | ポスト・シーズン                            | ポスト・シーズン                            | ポスト・シーズン                            |
| 年                                          | 勝敗                                        | 勝率(%)                                     | リーグ順位                                  | 地区順位                                    | GB                                          | 勝敗                                        | 勝率(%)                                     | 結果                                        |
| ------------------------------------------- | ------------------------------------------- | ------------------------------------------- | ------------------------------------------- | ------------------------------------------- | ------------------------------------------- | ------------------------------------------- | ------------------------------------------- | ------------------------------------------- |
| 2010                                        | 77–67                                       | .535                                        | 5th                                         | 4th                                         | 5                                           | —                                           | —                                           | —                                           |
| 2011                                        | 71–73                                       | .496                                        | t-6th                                       | 3rd                                         | 9                                           | —                                           | —                                           | —                                           |
| 2012                                        | 67–77                                       | .465                                        | 12th                                        | 2nd                                         | 16                                          | —                                           | —                                           | —                                           |
| 2013                                        | 57–87                                       | .396                                        | 16th                                        | 4th                                         | 13                                          | —                                           | —                                           | —                                           |
| 2014                                        | 77–67                                       | .535                                        | 5th                                         | 2nd                                         | 2½                                          | —                                           | —                                           | —                                           |
| 5年間総計                                   | 349–371                                     | .485                                        | —                                           | —                                           | —                                           | —                                           | —                                           | 地区優勝0, カンファレンス優勝0, リーグ優勝0 |

## ライバル
| ナッシュビル対メンフィスの時系列 | ナッシュビル対メンフィスの時系列 | ナッシュビル対メンフィスの時系列 | ナッシュビル対メンフィスの時系列 |
| 年                               | リーグ                           | ナッシュビル                     | メンフィス                       |
| -------------------------------- | -------------------------------- | -------------------------------- | -------------------------------- |
| 1885                             | サザンリーグ                     | アメリカンズ                     | レッズ                           |
| 1886                             | サザン・アソシエーション         | アメリカンズ                     | グレイズ                         |
| 1887                             | サザンリーグ                     | ブルーズ                         | ブラウンズ                       |
| 1893                             | サザン・アソシエーション         | タイガース                       | フィーバー・ジャームズ           |
| 1894                             | サザン・アソシエーション         | タイガース                       | ジャイアンツ                     |
| 1895                             | サザン・アソシエーション         | セラフズ                         | ジャイアンツ                     |
| 1901–08                          | サザン・アソシエーション         | ボランティアズ/ボルズ            | エジプシャンズ                   |
| 1909–11                          | サザン・アソシエーション         | ボランティアズ/ボルズ            | タートルズ                       |
| 1912–60                          | サザン・アソシエーション         | ボランティアズ/ボルズ            | チッカソウズ                     |
| 1978–84                          | サザンリーグ                     | サウンズ                         | チックス                         |
| 1998–現在                        | パシフィックコーストリーグ       | サウンズ                         | レッドバーズ                     |

マイナーリーグのナッシュビルの最大のライバルは南西に200マイル(320km)、州間高速道路40号線で接続するメンフィスである。1885年にナッシュビルのチームが創立してから、同じリーグのメンフィスのチームとライバル関係が続いている。
1885年、ナッシュビル初のプロ野球チームであるナッシュビル・アメリカンズがメンフィス・レッズと対戦した。1886年、アメリカンズはメンフィス・グレイズと、1887年、ナッシュビル・ブルーズはメンフィス・ブラウンズと、1893年、ナッシュビル・タイガースはメンフィス・フィーバージャームズと、1894年、メンフィス・ジャイアンツと、1895年、ナッシュビル・セラフズはジャイアンツとライバル関係にあった。1920年および1930年から1932年、ニグロリーグのナッシュビル・スタンダードジャイアンツ/エリートジャイアンツは同リーグのメンフィス・レッドソックスとライバルであった。1901年から1960年、ナッシュビル・ボルズはメンフィス・エジプシャンズ(1901年–1908年)、メンフィス・タートルズ(1909年–1911年)、メンフィス・チッカソウズ(1912年–1960年)とライバル関係にあった。
計60年、ナッシュビルとメンフィスは対戦してきたが、1961年から1977年、このライバル関係は一旦休止した。1978年にサザンリーグのフランチャイズを拡大してナッシュビル・サウンズが創立されたことからライバル関係が復活した。サウンズはウエスト・ディヴィジョンでメンフィス・チックスと対戦した。1979年、シーズン前半ではチックスが勝ち、後半ではサウンズが勝った。地区決勝戦でサウンズはチックスに3戦中2勝し、サザンリーグ決勝戦に進んでリーグ優勝した。1980年のシーズンではメンフィスが前半を征し、ナッシュビルは後半を征した。しかしこの時メンフィスがナッシュビルに4戦中3勝してウエスタン・ディヴィジョンで優勝した。リーグ決勝戦でチックスはシャーロット・オーズに敗退した。1981年、立場が逆になり、サウンズはウエスタン・ディヴィジョンでチックスに3連勝したが、サザンリーグ決勝戦でオーランド・ツインズに敗退した。
1985年にナッシュビルがアメリカン・アソシエーションに移籍したことでこのライバル関係は再度休止したが、1998年にサウンズがパシフィックコーストリーグに移籍したことでライバル関係が復活した。1998年から2004年、サウンズとレッドバーズはアメリカン・カンファレンスのイースト・ディヴィジョンで、2005年から2013年までノース・ディヴィジョンで、2014年はサウス・ディヴィジョンで対戦した。2009年、シーズンのほとんどで1位であったナッシュビルにほんの2戦差で勝ち、メンフィスはアメリカン・カンファレンスのノース・ディヴィジョンを征した。チックスはパシフィックコーストリーグ決勝戦に進出して優勝した。
2014年現在、総計889対864でメンフィスはナッシュビルをリードしている。この記録は旧サザンリーグ、サザン・アソシエーション、サザンリーグ、パシフィックコーストリーグを通して90年間の全試合が含まれている。パシフィックコーストリーグでは148対126でナッシュビルがリードしている。
2012年、両者は1シーズンにつき16試合行なうテネシー・ロッタリー・I40カップ・シリーズを創立した。 2球団のうち勝ち数の多い方が優勝し、翌シーズンまでトロフィを保有することができる。敗者は入場料売上金を勝者が選んだチャリティ団体に寄付する。2012年は9対7でサウンズが優勝し、2013年は7対9でメンフィスが優勝した。2014年は8対8で引き分けたが、68対61の得点総数でレッドバーズが優勝した。

## 球場

### ハーシェル・グリア・スタジアム (1978年–2014年)

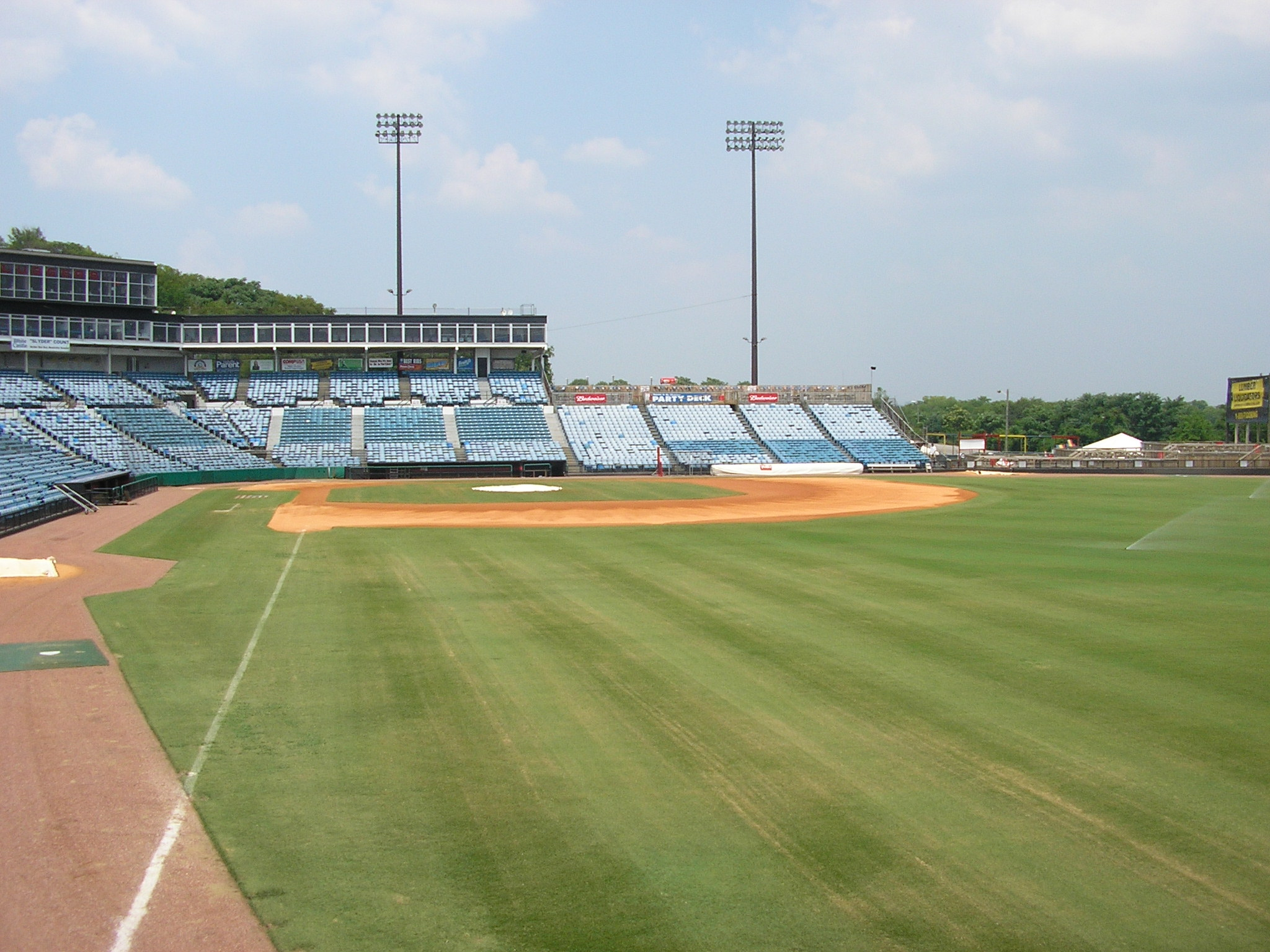
ハーシェル・グリア・スタジアム

1978年から2014年にかけてサウンズの球場はハーシェル・グリア・スタジアムであった。グリア・スタジアムは、ダウンタウンから南へ約2マイル(3km)にある南北戦争の要塞であったフォート・ネグリーの敷地内に現存している。1978年の完成以来、幾度もの増築や削減を行ない、最終シーズンの収容人数は10,300名であった。またこの球場で最も有名だったのは左翼壁にある115.6フィート(35.2m)の巨大なギター型のスコアボードであった。
近年、マイナーリーグの中でも新しく豪華な球場が増え、1990年までにはグリアはトリプルAのプロ野球場の基準を下回るようになった。当時のオーナーであったラリー・シュミトウは新球場設立を市に掛け合ったが成功しなかった。そのため多くの改築や改良を行なっていた。2008年のシーズンに先んじて100万ドルをかけて改良および改修が行なわれた。以降3〜5年の使用をめどに新たなクラブハウス、および照明、トイレ、通路、座席の改良を行なった。2000年代、グリアに代わる新球場設立の同意や経済的支援を求め続けた。グリアから北へ2マイル(3.2km)のダウンタウンにあるカンバーランド川西岸に新たな球場ファースト・テネシー・フィールドの建設が計画された。しかし出資者からの賛同が得られずに開幕予定日がどんどん延期され、結局全ての計画が白紙に戻された。これに伴い、新球場建設までもたせるためグリアの大規模な改良および改修が行なわれた。2008年12月16日、ナッシュビル・メトロ議会はグリアのリースを5年延長することに同意した。2008年から2009年にかけて350万ドルを投資し、トイレ、売店、スコアボード、音響装置、座席の改修および改良を行ない、新球場建設まで持たせることになった。2013年終盤、新球場計画が報じられた。2014年8月27日、グリアでのサウンズの最終試合が行われた。

### ファースト・テネシー・パーク (2015年–現在)

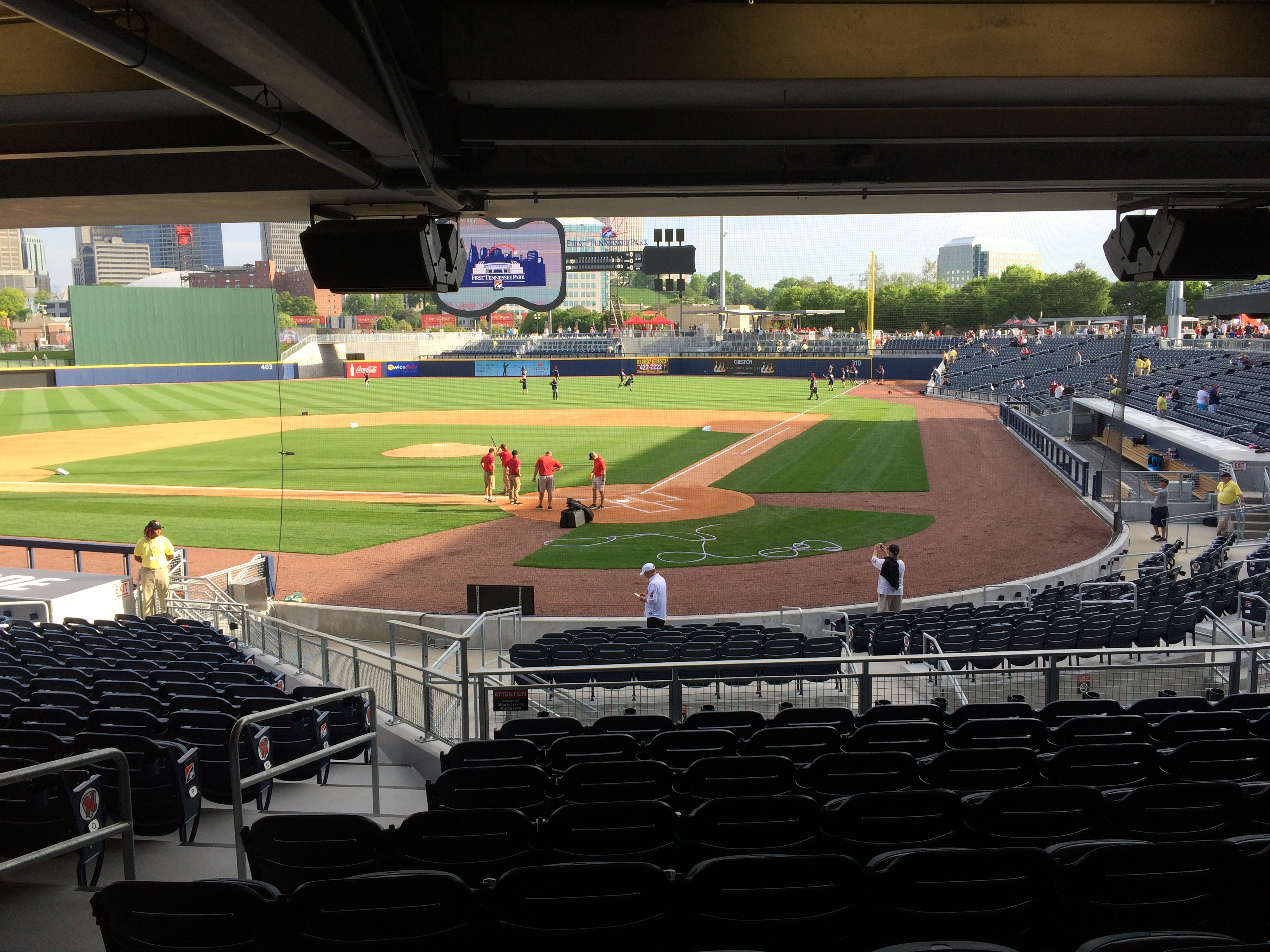
ファースト・テネシー・パーク

2015年4月17日、サウンズの現在の本拠地ファースト・テネシー・パークが開幕した。ダウンタウンの、昔球場のあったサルファー・デルに位置している。2014年1月より総工費4,700万ドルをかけた球場建設が始まり、1月27日の着工式にはカール・ディーン市長も出席した。固定席の定員は8,500席だが、芝生席などの自由席を含めると1万人を収容できる。360度全方向からフィールドを見ることができることを特徴としている。ナッシュビルは「ミュージック・シティ」というニックネームがついており、音楽とスポーツの融合がデザインされている。
以前の本拠地であるグリア・スタジアム同様、ファースト・テネシー・パークで最も特徴的なものは右中間にある幅142フィート(43m)、高さ55フィート(17m)のギター型のスコアボードである。スコア、ボールカウント、選手の一部の成績など基礎的なことしか表示できなかったグリアのスコアボードと違い、打順、シフト、選手のより詳しい成績や写真などが、より大きくカラフルなグラフィックやアニメーションで表示できるようになった。

## ユニフォーム
ユニフォームはホームゲームの際は上下とも白地で、遠征試合の際はグレー地である。上着はどちらの場合も前面の縦中心線にボタンが並んでいる。腕の付け根部は黒く、袖口から首にかけて細い黒線が入っている。左袖にはブルワーズのロゴが入っている。ホームのジャージには胸に黒で囲まれた赤文字で「Sounds」のロゴが入っている。背中には黒のブロック体で選手名が入り、黒で囲まれた赤文字で大きく背番号が入っている。遠征試合のジャージも同様のデザインであるが、胸に「Nashville」の文字が入り、腕の付け根部は赤く、袖口から首にかけて細い赤線が入っている。遠征試合のジャージには背中に選手の名が入っていない。帽子はホームも遠征も黒で、前面中央に赤と白 の八分音符が描かれている。
代えのユニフォームは上記のホームのユニフォームにほぼ類似している。上着は赤地で腕の付け根部は黒く、袖口から首にかけて細い黒線が入っている。黒で囲まれた白文字で胸に「Sounds」のロゴが入っている。左肩の前にブルワーズのロゴが入っている。背中には黒で囲まれた白文字で大きく背番号が入っている。この代えのユニフォームの場合でも上記と同じ帽子を着用する。
2010年に開始された「Throwback Thursday 」(昔を思い返す木曜日)に伴い、サウンズは1970年代から1980年代を思い起こさせるユニフォームを着用する。上着は青地のプルオーバーで、袖口と首周りに赤白赤の三本線が入っている。赤で囲まれた白文字で「S」がト音記号に似ている「Sounds」のロゴが胸に入っている。赤で囲まれた白文字の背番号がこのロゴの下と背中に入っている。左腕にはギターをバットに見立ててボールを打っているオリジナルのロゴが入っている。ズボンの脇には赤、白、青のピンストライプが入っており、青いベルトとソックスを着用する。青地の帽子には前面中央に赤で囲まれた白文字で音符に似せた「N」のロゴが入っている。
2015年にはユニフォームをリニューアル。ホームゲーム用は白、ビジターゲームはグレー、サードユニフォームは黒で全てに赤のラケットラインが入る。
特筆すべきはチームのロゴで、ホーム用は「SounDs」、ビジターは「NasHville」、そしてサードはナッシュビルの別名「Music City」となり、いずれも頭文字がホロウボディー・ギターのf字孔をモチーフにした書体になっているほか、ロゴに付く髭もf字孔を模した物になっている。また帽子のロゴもギターピックに、この書体でホームは「N」、ビジターは「S」、サードは「Music City」の頭文字を取り「MC」を乗せたものとなっている。

### 過去のユニフォーム
元々チーム・カラーは赤、白、青で計画され、1978年から1998年までこの組み合わせでのユニフォームが着用されていた。この間、チームはプルオーバーとボタン付きの大きく分けて2種類のユニフォームを着用していた。どちらもシーズンごとに少しずつ変化していた。
1978年から1986年、プルオーバーのVネックのユニフォームが着用され、ホームでは白地、遠征では赤地または青地であった。首周りと袖口は赤、白、青で縁取られていた(青地のユニフォームでは赤と白の縁取りであった)。ズボンは白地で脇に赤、白、青のラインが入り、ベルトも赤、白、青であった。「S」の文字をト音記号に似せた、赤で縁取られた白文字の「Sounds」のロゴが胸に入っていた。上着の背面に背番号が入っていた。1985年初頭、背番号が「Sounds」ロゴの下の左胸に入るようになった。赤いつばのついた青い帽子には前面中央に赤で囲まれた白文字で音符に似せた「N」のロゴが入っていた。1978年から1995年まで球団の公式帽子として使用された。
1987年から1998年、ボタンのついたユニフォームになり、ホームでは白地、遠征では灰色のものを着用した。袖口とズボン脇に赤、白、青の細い線が入っていた。「S」の文字をト音記号に似せた、赤で縁取られた青文字の「Sounds」のロゴが胸に入っていた。ただし1987年から1988年のユニフォームのフォントはやや変更されていた。背番号が「Sounds」ロゴの下の左胸に赤で囲まれた青文字のブロック体で入っていた。上着の背面に背番号が入っており、数年間は選手名も入っていた。遠征用のユニフォームには「Nashville」の文字が胸に入り、3色の線はなかった。1995年まで上記の帽子を公式に使用していたが、その後つばの色が青に代わり、「N」の文字に重なるようにギターを振るキャラクターが追加された。
1998年度のシーズンに現在の配色と同じ、黒、赤、白を使用したユニフォームに変更した。シーズン後半、ピンストライプが追加され、黒い袖の左袖に音符型のロゴが入った。2004年までにホームでは上下真っ白なユニフォームに変更された。黒で囲まれた白文字の「Sounds」のロゴが胸に入り、袖口と首周りは赤と黒で縁取られ、前面縦中心線にボタンが入り、左袖には音符型のロゴが入り、「Sounds」ロゴの下に背番号が記された。ズボンの脇には同様のピンストライプが入った。2006年、上着の袖と胸の背番号をなくした。黒のTシャツの上にベスト型のユニフォームを着用するようになった。背面に黒文字のブロック体で選手名が入り、背番号が黒で囲まれた赤文字で入った。2007年、左肩の前にブルワーズのロゴが入った。公式帽子はホーム、遠征とも赤と白の音符型のロゴが前面中央に入った黒い帽子であった。

## ラジオおよびテレビ
1978年のシーズン開幕時、ナッシュビル・サウンズの試合はWMTS96.3FMでラジオ局オーナーのモンテ・ヘイルのアナウンスにより放送された。翌シーズン時にヘイルが亡くなったため、1979年のシーズンにはボブ・ジェミソンが採用された。1980年から1981年、1985年から1986年、ナッシュビル生まれで後にスポーツ番組の司会者となるジョージ・プラスターがスポーツ解説者として採用された。ジェミソンはカリフォルニア・エンジェルズのラジオ放送に採用される1990年まで、サウンズとの契約は続いた。1991年のシーズンでサウンズはハンツビル・スターズおよびアイオワ・カブスの元アナウンサーであるスティーヴ・キャロルを採用した。1995年以降、キャロルはNHLのフィラデルフィア・フライヤーズのラジオ放送のため離脱し、その後マイティダックス・オブ・アナハイムに採用された。
1996年から1999年、スティーヴ・セルビーがサウンズの放送に採用された。1997年、コメンテイターのマイク・キャップスが参加した。1998年、チャック・ヴァレンチズがキャップスの後任でアシスタント・アナウンサーに採用され、2000年初頭にはリード・アナウンサーに昇格した。2010年と2011年のシーズンではスチュ・ポールがサウンズの実況中継アナウンサーに採用された。2012年のシーズンよりジェフ・ヘムが球団のリード・アナウンサーを務めている。2014年現在、サウンズのホームおよび遠征の全試合がWPRT102.5FMとWQZQ94.9FMで同時放送されている。また球団の公式サイトでネット配信が行なわれている。
1982年から1992年までWZTVでホームゲームが放送されていた。1999年にはWNPXでもいくつかの試合が放送されていた。2013年現在、サウンズの試合はテレビ放送されていない。しかし、全試合がマイナーリーグの公式サイトで有料でMiLB.TVでストリーム放送を視聴でき、同時にラジオでも聴取できる。2005年から2008年、コムキャストのケーブル・チャンネル49で中部テネシーに向けて毎月『Sounds On Demand 』が放送されていた。この番組はコムキャスト・デジタル・ケーブルを通してビデオ・オン・デマンドでも視聴できた。30分間のこの番組はチャック・ヴァレンチズの司会により選手へのインタビュー、球団ニュース、講座などが放送されていた。

## マスコット

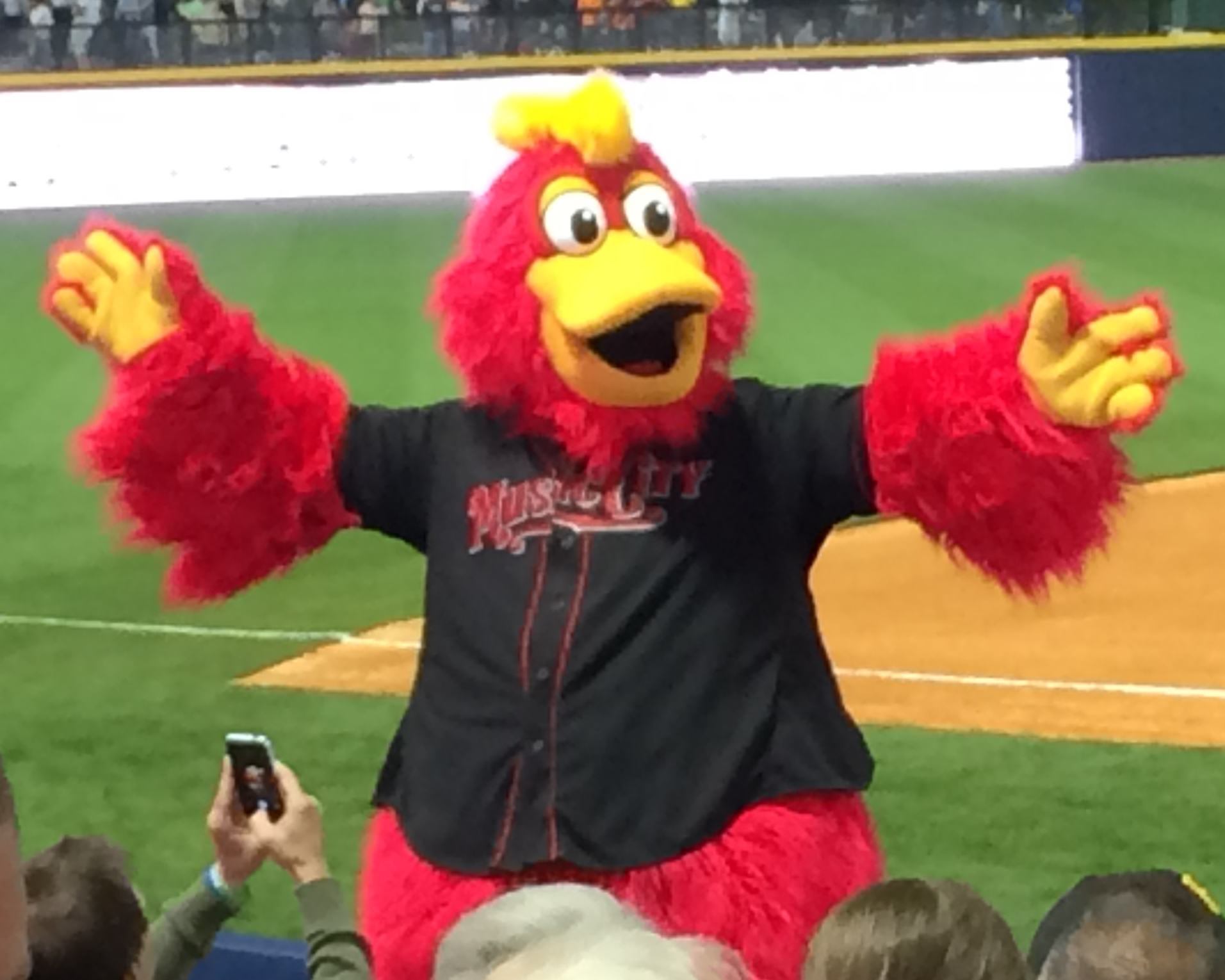
サウンズのマスコット、ブースター

現在のナッシュビル・サウンズのマスコットは雄鶏(ルースター)の「ブースター」である。体は明るい赤で、 足、くちばし、とさか、手のひらは黄色である。背番号ゼロで、選手と同じユニフォームを着ている。2015年4月17日、ファースト・テネシー・パークで のサウンズの初試合にて初登場した。名前は「応援」「強化」「上昇」を意味する「ブースト」から、姿かたちはナッシュビル名物ホット・チキンから鶏をイ メージしている。
1978年のシーズン開幕時、提携先のシンシナティ・レッズのマスコットであるミスター・レッドに似た、サウンズ初のマスコットである「ホーマー・ホースハイド」が登場した。この名前は公募により決められた。このキャラクターは見た目は人間だが頭部は大きな野球ボールであった。口ひげがあり、サウンズのユニフォームを着用していた。
オージーが登場する前の1995年から1996年の短期間、ライム・グリーンの色をした恐竜「チャンプ」がチームのマスコットであった。試合中、チームの経営陣とリーグの人事との口論の末、チャンプは1997年のシーズンには再登場しなかった。

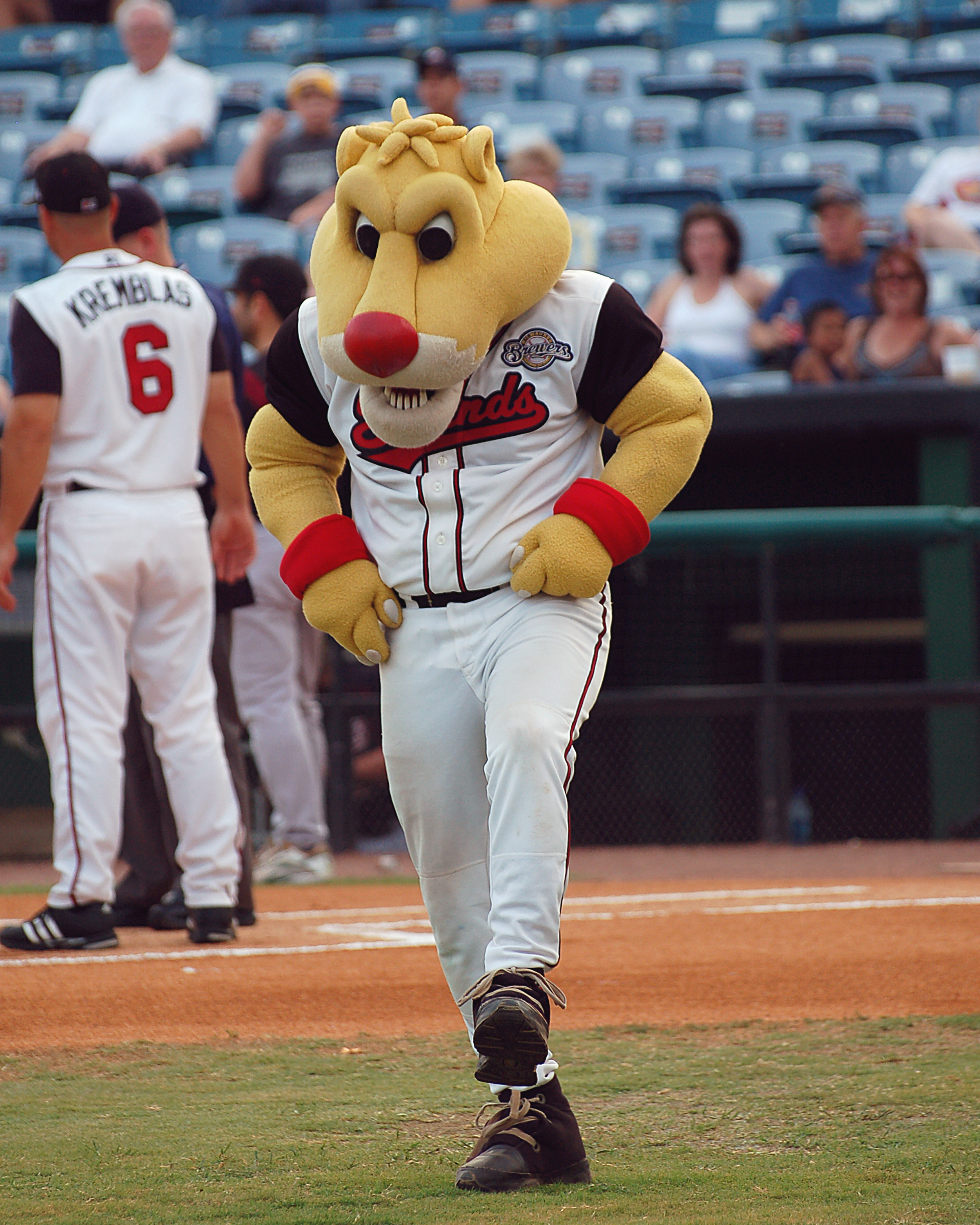
オージー

1997年4月よりアメリスポーツがサウンズを経営するようになり、新たなマスコットが必要だと考えた。アメリスポーツ・グループが所有するマイナーリーグのクラスAのケインカウンティ・クーガーズが、余分な衣裳を所有していたためこのクーガーの衣裳がナッシュビルに送られた。これがナッシュビル・サウンズのマスコット、クーガーの「オージー」となった。初年度からオージーはファンを獲得し、球団経営陣は彼を恒久的なマスコットとすることに決めた。当初オージーの衣裳は現在もケインカウンティで使用されるのと同じ茶色のクーガーであったが、1998年より現在の黄色のクーガーに変更された。黄色の毛皮に覆われ、球団のユニフォー ムを着ているが帽子は被っていない。現在のホームとアウェイ双方のユニフォームに加え、過去のホームのユニフォームを着用することもある。2014年、グリア・スタジアムの閉鎖に伴いオージーも引退したが、2014年から2015年のオフシーズンにはまだ登場し続けた。

## Faith Nights
プレゼント、テーマに沿ったイベント、花火、入場料割引、売店割引など他のマイナー・リーグ球団と同様のイベントの他、ナッシュビル・サウンズはスポーツ・チームで初めて「Faith Nights 」という宗教的イベントを行なっている。キリスト教をベースにしたこのイベントは試合前のクリスチャン音楽コンサート、聖書をテーマにしたバブルヘッド人形プレゼント、信仰についての選手の証言などが行なわれる。コンサートへの過去の出演者にはJars of Clay 、ホーク・ネルソン、Matthew West などがいる。サウンズの営業副部長ブレント・ハイとナッシュビルのエンターテイメントおよびスポーツのマーケティング会社サード・コースト・スポーツの会長でオーナーのマイク・スナイダーがこのイベントを担当している。
Faith Nights 開始以降、どのシーズンでも観客動員数が10位以内に入る。2004年のFaith Nights では500以上の教会から来場し、Faith Nights でない通常の平均動員数の93%増を記録した。その年の秋にナッシュビル地区のHabitat for Humanity とパートナーを組み、貧困家庭のために住宅を建てている。球団は寄付およびFaith Nights の入場券の利益の10%より45,000ドルの資金を調達した。
その後Faith Nights はマイナーリーグ40球団以上に広がった。またアトランタ・ブレーブスやセントルイス・カージナルスなどのメジャーリーグ球団にも広がっている。NFLやNBAのチームもFaith Nights への興味を示している。このサウンズの取り組みは『ニューヨーク・タイムズ』紙やNPRなどメディアの関心も集めている。

## 選手名鑑

### 過去の主な所属選手
- ドン・マッティングリー
- ボブ・メルビン
- アラミス・ラミレス
- クリス・ベンソン
- イバン・クルーズ
- ダン・セラフィニ
- マット・スクルメタ
- アダム・ハイズデュ
- ダマソ・マルテ
- ロブ・マコービアク
- パット・マホームズ
- ジェイソン・ベイ
- プリンス・フィルダー
- ライアン・ブラウン
- ヨバニ・ガヤルド
- アルシデス・エスコバー
- ロレンゾ・ケイン
- ジョナサン・ルクロイ
- 斎藤隆
- ローガン・シェーファー
- ジョニー・ヘルウェグ
- ジェイソン・プライディ
- ジョシュ・フェグリー
- クリス・バシット
- ジェイク・スモリンスキー
- ダニエル・コーロンブ
- ダニエル・メンデン
- ショーン・マネイア
- リオン・ヒーリー
- マット・オルソン
- マット・チャップマン
- ダスティン・ファウラー
- ブーグ・パウエル (外野手)
- フランクリン・バレト
- ニック・マティーニ
- ラモン・ラウレアーノ

## 永久欠番
- 00 スキーター・バーンズ (1979, 1988-1990)
- 18 ドン・マッティングリー (1981)
- 42 ジャッキー・ロビンソン

## 殿堂
サウンズに関係する人物のうち2名がアメリカ野球殿堂に殿堂入りしている。1982年から1984年にサウンズのピッチング・コーチを務めたホイト・ウィルヘルムが1985年に殿堂入りした。1989年に当時シンシナティ・レッズに所属しリハビリのためサウンズで2回登板していたショートのバリー・ラーキンが2012年に殿堂入りした。

## 監督
| ナッシュビル・サウンズの監督一覧 (過去5名)             | ナッシュビル・サウンズの監督一覧 (過去5名) | ナッシュビル・サウンズの監督一覧 (過去5名) | ナッシュビル・サウンズの監督一覧 (過去5名) | ナッシュビル・サウンズの監督一覧 (過去5名) | ナッシュビル・サウンズの監督一覧 (過去5名) | ナッシュビル・サウンズの監督一覧 (過去5名) | ナッシュビル・サウンズの監督一覧 (過去5名) | ナッシュビル・サウンズの監督一覧 (過去5名) | ナッシュビル・サウンズの監督一覧 (過去5名) | ナッシュビル・サウンズの監督一覧 (過去5名) |
| 就任順                                                 | 監督名                                     | 年                                         | レギュラー・シーズン                       | レギュラー・シーズン                       | レギュラー・シーズン                       | レギュラー・シーズン                       | ポスト・シーズン                           | ポスト・シーズン                           | ポスト・シーズン                           | ポスト・シーズン                           |
| 就任順                                                 | 監督名                                     | 年                                         | 試合数                                     | 勝数                                       | 負数                                       | 勝率(%)                                    | 出場回数                                   | 勝数                                       | 負数                                       | 勝率(%)                                    |
| ------------------------------------------------------ | ------------------------------------------ | ------------------------------------------ | ------------------------------------------ | ------------------------------------------ | ------------------------------------------ | ------------------------------------------ | ------------------------------------------ | ------------------------------------------ | ------------------------------------------ | ------------------------------------------ |
| 20                                                     | マーティ・ブラウン                         | 2001–2002                                  | 284                                        | 136                                        | 148                                        | .479                                       | –                                          | –                                          | –                                          | —                                          |
| 18[a]                                                  | トレント・ジェウェット                     | 2003–2004                                  | 285                                        | 144                                        | 141                                        | .505                                       | 1                                          | 3                                          | 4                                          | .429                                       |
| 21                                                     | フランク・クレンブラズ                     | 2005–2008                                  | 572                                        | 299                                        | 273                                        | .523                                       | 3                                          | 9                                          | 8                                          | .529                                       |
| 22                                                     | ドン・マネー                               | 2009–2011                                  | 432                                        | 223                                        | 209                                        | .516                                       | –                                          | –                                          | –                                          | —                                          |
| 23                                                     | マイク・ゲレーロ                           | 2012–2013                                  | 288                                        | 124                                        | 164                                        | .431                                       | –                                          | –                                          | –                                          | —                                          |
| Totals                                                 | –                                          | –                                          | 1,861                                      | 926                                        | 935                                        | .498                                       | 4                                          | 12                                         | 12                                         | .500                                       |
| a 1998年から2000年にもジェウェットは監督を経験している |                                            |                                            |                                            |                                            |                                            |                                            |                                            |                                            |                                            |                                            |